# Song Tử (chòm sao)
Song Tử (双子) (tiếng Latinh: Gemini, biểu tượng: ♊︎) là một trong những chòm sao của Đai Hoàng Đạo và nằm ở bán cầu bắc. Nó là một trong 48 chòm sao được mô tả bởi nhà thiên văn học Ptolemy vào thế kỉ thứ 2 sau Công nguyên, nó vẫn là một trong 88 chòm sao hiện đại ngày nay. Tên của nó là tiếng Latinh của twins (cặp song sinh), nó được gắn liền với cặp song sinh Castor và Pollux trong thần thoại Hy Lạp.

## Vị trí

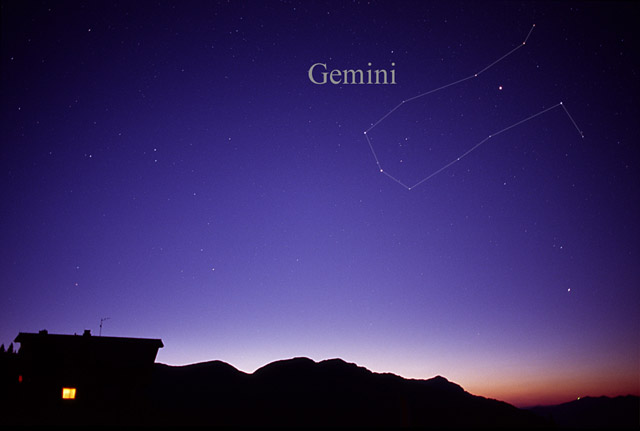
Chòm sao Song Tử có thể được nhìn thấy với mắt thường với các đường liên kết được thêm vào.

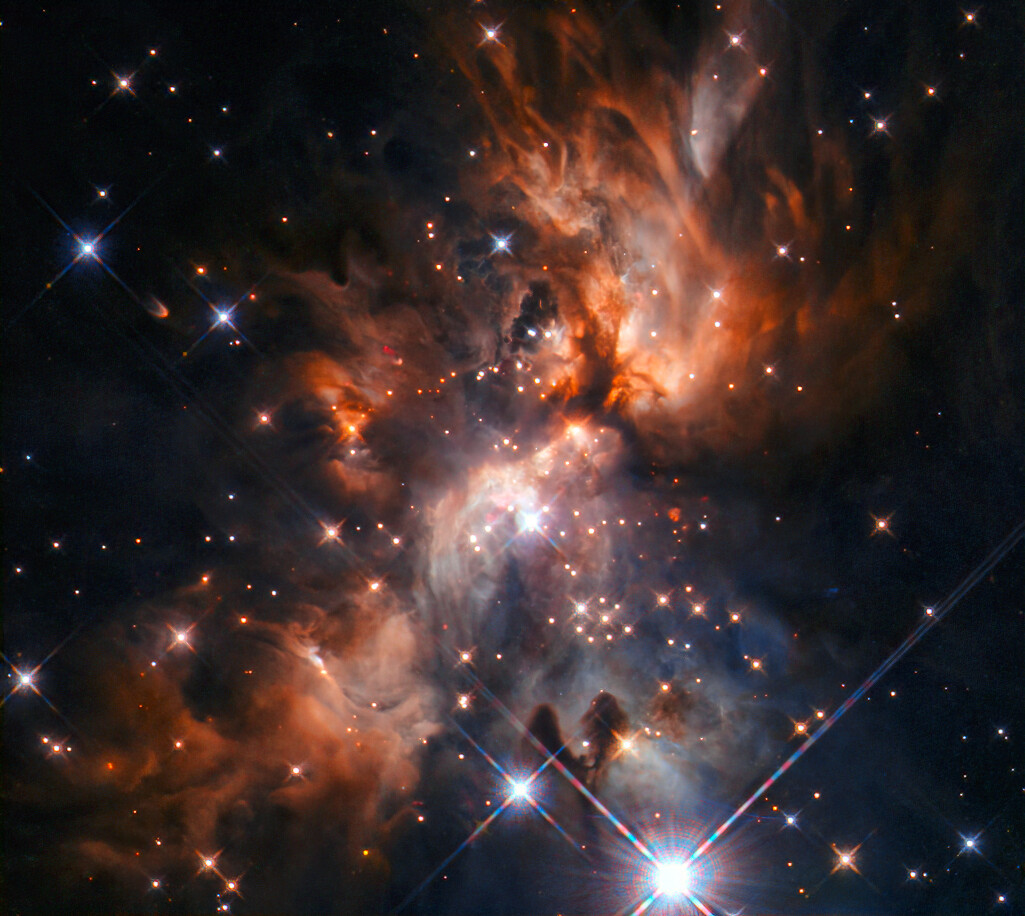
AFGL 5180 - Through the Clouds (Xuyên qua Đám mây).

Một hoạt ảnh của chòm sao Song Tử (ở giữa), "cặp song sinh", cho thấy hai hình que song song giữa Song Tử gắn liền với thần thoại Castor và Polydeuces (cũng được biết là Pollux), được gọi chung là Dioscuri.

Song Tử nằm giữa Kim Ngưu ở phía tây, với Cự Giải ở phía đông, với Ngự Phu và Thiên Miêu ở phía bắc, Kỳ Lân và Tiểu Khuyển ở phía nam và Lạp Hộ ở phía đông nam.
Trong thời cổ đại, Cự Giải là vị trí của Mặt Trời vào ngày đầu tiên của mùa hè (21 tháng 6). Trong thế kỉ đầu tiên sau Công nguyên, tuế sai trục đã đã chuyển vị trí cho Song Tử. Vào năm 1990, vị trí của Mặt Trời vào ngày đầu tiên của mùa hè chuyển từ Song Tử thành Kim Ngưu, chòm sao này sẽ duy trì vị trí của mình đến thế kỉ 27 sau Công nguyên và sau đó nhường chỗ cho Bạch Dương. Mặt Trời sẽ di chuyển qua Song Tử từ 21 tháng 6 đến 20 tháng 7 đến 2062.
Song Tử hiện diện nổi bật trên bầu trời vào mùa đông ở Bắc bán cầu và có thể nhìn thấy suốt đêm từ tháng 12 đến tháng 1. Cách dễ nhất để xác định vị trí của chòm sao là tìm hai ngôi sao sáng nhất của nó: Castor và Pollux về phía đông từ khoảnh sao hình chữ V quen thuộc (cụm sao mở Hyades) của Kim Ngưa và ba ngôi sao của Orion's Belt (Alnitak, Alnilam và Mintaka). Một cách khác là vẽ một đường thẳng từ cụm sao Tua Rua nằm ở Kim Ngưu và ngôi sao sáng nhất trong Sư Tử, Regulus. Khi làm như vậy, một đường thẳng tưởng tượng tương đối gần với Hoàng đạo được vẽ, một đường cắt Song Tử gần như ở điểm giữa của chòm sao, ngay bên dưới ngôi sao Castor và Pollux.
Khi Mặt Trăng di chuyển qua Song Tử, chuyển động của nó có thể dễ dàng được quan sát trong một đêm khi nó xuất hiện trước ở phía tây của Castor và Pollux, sau đó xếp thẳng hàng và cuối cùng xuất hiện ở phía đông của hai ngôi sao.

## Đặc điểm

### Sao
Chòm sao Song Tử có đến 85 ngôi sao có thể được nhìn thấy bằng mắt thường.
Ngôi sao sáng nhất trong chòm Song Tử là Pollux và sao sáng thứ hai là Castor. Castor có tên định danh Bayer là "Alpha Geminorum" xuất phát từ việc Johann Bayer đã không phân biệt cẩn trọng sao nào trong hai sao sáng hơn khi ông gán lại định danh cùng tên vào năm 1603. Mặc dù các nhân vật trong thần thoại là hai đứa trẻ song sinh nhưng thực tế các ngôi sao lại rất khác nhau.
α Gem (Castor) là một hệ sáu sao cách Trái Đất 52 năm ánh sáng, nó hiện lên như một ngôi sao có màu xanh-trắng với cấp sao biểu kiến là 1,6. Hai sao đôi quang học có cấp sao 1,9 và 3 với chu kỳ 470 năm. Một sao lùn đỏ diện rộng cũng là một phần của hệ, ngôi sao này là một sao đôi che khuất kiểu Algol với chu kỳ 19,5 giờ. Nó có cấp sao biểu kiến tối thiểu là 9,8 và tối đa là 9,3.
β Gem (Pollux) là một sao khổng lồ màu cam cách Trái Đất 34 năm ánh sáng và có cấp sao 1,14. Pollux có một ngoại hành tinh quay quanh nó cũng như hai ngôi sao khác trong chòm sao Song Tử là HD 50554 và HD 59686.
γ Gem (Alhena) là một sao màu xanh-trắng nằm cách Trái Đất 105 năm ánh sáng, với cấp sao 1,9.
δ Gem (Wasat) là một hệ sao đôi chu kỳ dài nằm cách Trái Đất 59 năm ánh sáng. Sao đầu tiên là một sao màu trắng có cấp sao 3,5 và sao thứ hai là một sao lùn cam có cấp sao 8,2. Sao đôi này có chu kỳ hơn 1000 năm, và nó không được nhìn thấy trong các kính thiên văn nghiệp dư cỡ trung.
ε Gem (Mebsuta), một sao đôi, gồm một siêu sao khổng lồ vàng có cấp sao 3,1 và nằm cách Trái Đất 900 năm ánh sáng. Sao đồng hành quang học của nó có cấp sao 9,6 và được nhìn thấy trong các kính thiên văn nhỏ và ống nhòm.
ζ Gem (Mekbuda) là một sao đôi. Sao đầu tiên là một sao thuộc nhóm biến quang Cephei với chu kỳ 10,2 ngày, có cấp sao tối thiểu là 4,2 và tối đa là 3,6. Nó là một siêu sao khổng lồ vàng cách Trái Đất 1200 năm ánh sáng, bán kính lớn gấp 60 lần bán kính Mặt Trời, xấp xỉ 220000 lần kích thước của Mặt Trời. Sao đồng hành của nó có cấp sao 7,6, có thể nhìn thấy trong các kính thiên văn nghiệp dư cỡ nhỏ và ống nhòm.
η Gem (Propus) là một sao đôi với một sao biến quang đồng hành. Nó có chu kỳ 500 năm và chỉ không thể nhìn thấy trong các kính thiên văn nghiệp dư cỡ lớn. Sao đầu tiên là một sao khổng lồ đỏ bán đều đặn với chu kỳ 233 ngày. Cấp sao biểu kiến của nó đạt cực tiểu là 3,9 và đạt cực đại là 3,1. Sao thứ hai có cấp sao là 6.
κ Gem là một hệ sao đôi nằm cách Trái Đất 143 năm ánh sáng. Sao đầu tiên là một sao khổng lồ vàng có cấp sao 3,6, còn sao thứ hai có cấp sao 8. Hai ngôi sao này chỉ không thể nhìn thấy trong các thiết bị nghiệp dư lớn hơn vì có sự sai lệch về độ sáng.
ν Gem là một sao đôi không thể nhìn thấy trong các kính thiên văn nghiệp dư cỡ nhỏ và ống nhòm. Sao đầu tiên là một sao khổng lồ xanh có cấp sao 4,1 và cách Trái Đất 550 năm ánh sáng, và sao thứ hai có cấp sao 8.
38 Gem là một hệ sao đôi, cũng không thể nhìn thấy trong các kính thiên văn nghiệp dư cỡ nhỏ và nằm cách Trái Đất 84 năm ánh sáng. Sao đầu tiên là một sao trắng có cấp sao 4,8, sao thứ hai có cấp sao 7,8.
U Gem là một sao biến quang biến động kiểu tân tinh lùn được phát hiện bởi John Russell Hind vào năm 1855.
Mu Gem (Tejat) là một sao nằm ở phía nam chòm sao Song Tử. Nó có tên truyền thống là Tejat Posterior có nghĩa là chân, bởi nó là chân của Castor, một trong hai anh em sinh đôi đại diện cho Song Tử.

### Vật thể trên bầu trời sâu
| Messier 35 và NGC 2158 |          |                 |
| Tinh vân Medusa        | NGC 2392 | Tinh vân Medusa |

M35 (NGC 2168) là một cụm sao mở ly giác lớn có cấp sao 5, được phát hiện bởi nhà thiên văn học người Thụy Sĩ là Jean-Phillippe de Chéseaux vào năm 1745. Nó có một vùng khoảng 0,2 độ vuông, cùng cỡ với trăng tròn. Nó có cấp sao cao cho thấy M35 có thể nhìn thấy mà không cần mắt thường trợ giúp dưới bầu trời tối. Dưới bầu trời sáng hơn có thể nhìn thấy rõ trong ống nhòm. Có đến 200 ngôi sao trong M35 được xếp thành các vòng uốn cong khắp cụm sao, và nằm cách xa Trái Đất 2800 năm ánh sáng.
Một cụm sao mở khác trong chòm sao Song Tử là NGC 2158, có thể quan sát thấy trong các kính thiên văn nghiệp dư lớn và rất nhiều sao, nằm cách Trái Đất 12000 năm ánh sáng.
NGC 2392 là một tinh vân hành tinh với cấp sao toàn phần là 9,2, cách Trái Đất 4000 năm ánh sáng. Trong kính thiên văn nghiệp dư cỡ nhỏ, nó là sao trung tâm sáng thứ mười có thể nhìn thấy, cùng với đĩa elip màu lục-lam. Nó được cho là giống với đầu của một người mặc áo parka.
Tinh vân Medusa là một tinh vân ngoại hành tinh cách Trái Đất khoảng 1,500 năm ánh sáng. Geminga là một sao neutron cách Trái Đất khoảng 550 năm ánh sáng. Các vật thể khác bao gồm NGC 2129, NGC 2158, NGC 2266, NGC 2331, NGC 2355 và NGC 2355.

### Mưa sao băng
Geminids là trận mưa sao băng sáng nhất đạt đỉnh vào ngày 13 - 14 tháng 12. Nó có tỷ lệ tối đa khoảng 100 sao băng mỗi giờ, khiến nó trở thành một trong những trận mưa sao băng nhiều nhất. Epsilon Geminids đạt đỉnh vào giữa ngày 18 và 29 tháng 10 và chỉ được xác nhận gần đây. Chúng bị che khuất cùng với Orionids, khiến Epsilon Geminids khó có thể quan sát trực tiếp. Trận mưa Epsilon Geminid có tốc độ cao hơn Orionids.

## Tên gọi

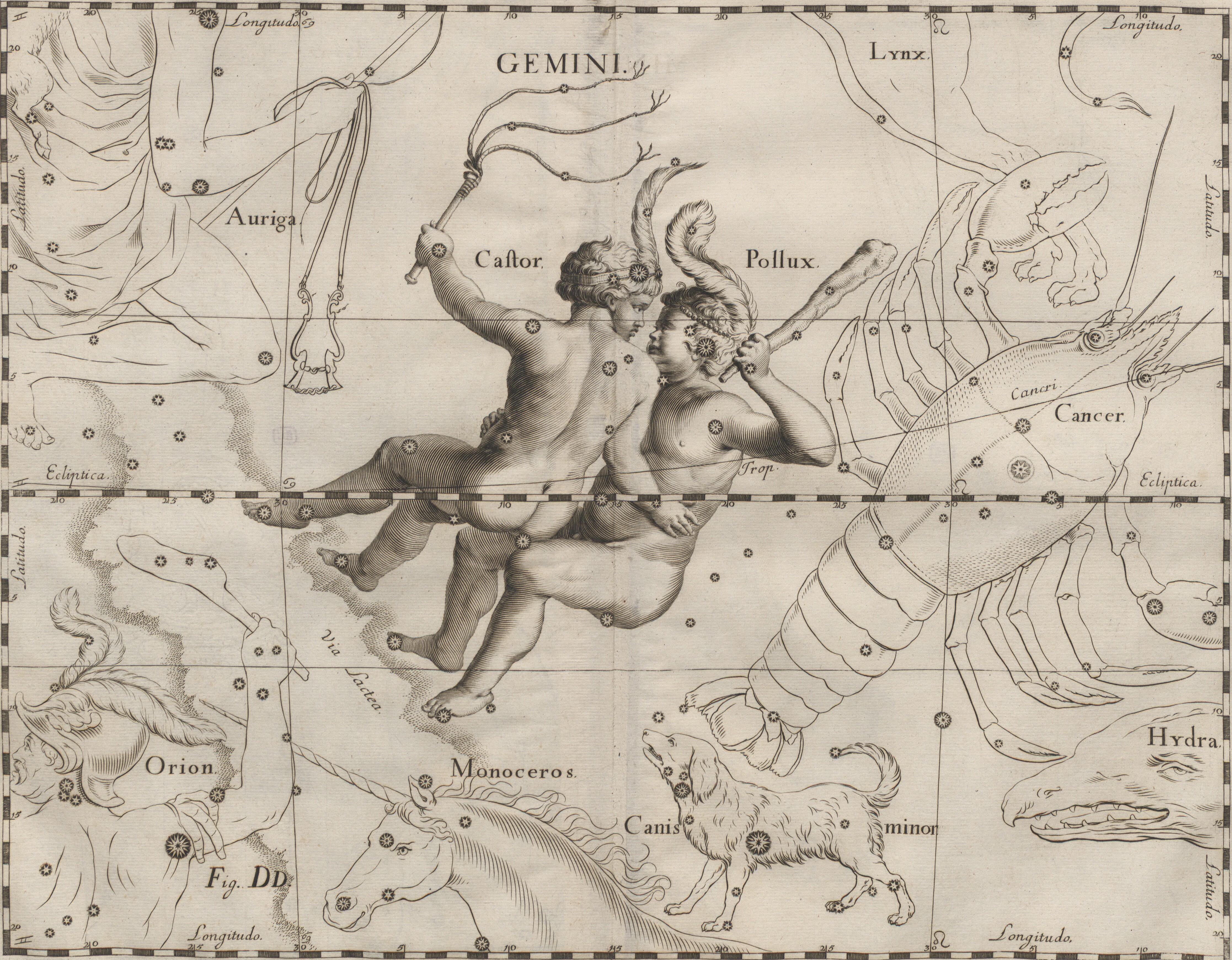

Theo thần thoại Hy Lạp chòm sao mang hình ảnh hai vị anh hùng, hai anh em cùng mẹ (Leda) nhưng khác cha. Castor ứng với sao Castor và Polydeukes/Pollux ứng với sao Pollux. Castor là con của Tyndareus còn Pollux là con của Zeus, chúa tể trong tất cả mười hai vị thần trên đỉnh Olympus. Đó là hai đứa trẻ trung hậu, rất dũng cảm và cùng nhau nổi danh khi lập được nhiều chiến công hiển hách trong cuộc hành trình của nhóm thủy thủ tàu Argo vĩ đại, và trong biết bao cuộc phiêu lưu khác. Bất kể khi nào, hai anh em luôn luôn tìm cách giúp đỡ lẫn nhau. Trong một trận đánh, Castor bị tử trận sau một vết thương rất đau đớn. Trong nỗi buồn vô hạn, Pollux đã cố gắng tự sát theo anh. Nhưng do Pollux được thừa hưởng dòng máu của Zeus vua cha, nên là một chiến binh bất tử. Khi không còn cách nào nữa, cậu bé thốt lên lời khóc: "Hãy để con chết thay Castor, thưa cha!". Zeus thương tiếc vô cùng, đã đồng ý cho họ thay phiên nhau mỗi người được sống một ngày và đưa họ cùng bay lên bầu trời. Hai anh em hóa thành chòm sao Gemini, mỗi một ngày một người sẽ được sống trên thiên đàng và là ngôi sao được tỏa sáng, ngôi sao còn lại không sáng vì người kia lúc ấy đang ở trần gian. Cũng kể từ đó chòm sao Song Sinh được coi là biểu tượng cho tình bạn, tình anh em. Đó chính là lý do người ta đặt tên Pollux và Castor là 2 ngôi sao sáng nhất trên của chòm sao này, tượng trưng cho 2 người anh hùng.

## Đặc điểm
Chòm sao Song Tử là địa điểm may mắn trên thiên cầu cho việc phát hiện các hành tinh mới. William Herschel tìm ra Sao Thiên Vương vào năm 1781 gần sao Eta (η) Geminorum. Cũng trong chòm sao này Clyde William Tombaugh tìm ra Sao Diêm Vương vào năm 1930 gần sao Đelta (δ) Geminorum.
Tuy mang ký hiệu Alpha (α) Geminorum, sao Castor là sao sáng thứ hai trong chòm sao Song Tử, sau sao Pollux, ký hiệu Beta (β) Geminorum. Castor là sao đôi, có thể quan sát các sao thành phần bằng kính viễn vọng cỡ nhỏ, các sao thành phần cách nhau khoảng ba giây cung.
Sao Eta (η) Geminorum là sao biến đổi có thể nhìn bằng mắt thường, với cấp sao biểu kiến từ 3,2 đến 3,9 m và chu kỳ hơn tám tháng.
Gần ranh giới với chòm sao Kim Ngưu có thể tìm thấy cụm sao mở M35 bằng ống nhòm, bên cạnh nó (khoảng cách biểu kiến) là cụm sao mở NGC 2158, nhìn qua kính viễn vọng nhỏ chỉ là một vết sáng mờ. Thực tế NGC 2158 cách Trái Đất 16000 ly, xa hơn M35 năm lần.
Tuy chòm sao chỉ đứng thứ 30 về diện tích, Song Tử có tới 70 sao có thể quan sát bằng mắt thường ứng (cấp sao biểu kiến nhỏ hơn 6m). 
Chòm sao Song Tử còn dễ nhận ra trên bầu trời đêm nhờ các chòm sao nổi bật nằm kề là Tiểu Khuyển và Lạp Hộ.